# Iris filifolia
Iris filifolia là một loài thực vật có hoa trong họ Diên vĩ. Loài này được Boiss. miêu tả khoa học đầu tiên năm 1842.